# Louis Blouwe
Louis Blouwe (Izegem, 19 november 1999) is een Belgisch wielrenner die anno 2025 rijdt voor Tarteletto-Isorex.

## Carrière
In 2017 reed hij zijn laatste jaar bij de junioren voor Forte Young Cycling Team. Hij reed de volgende drie seizoenen in de Belgische amateurreeksen voor EFC-L&R-Vulsteke.
In 2021 maakte Blouwe deel uit van de opleidingsploeg van Bingoal Pauwels Sauces WB. Dat jaar won hij twee Belgische amateurkoersen en werd hij onder meer negende in het eindklassement van de Ronde van de Mirabelle. In juli van dat jaar won hij zowel het punten- als het bergklassement in de Étoile d'Or. Een maand later stond hij, namens de Belgische nationale selectie, aan de start van de Ronde van de Toekomst. In de ploegentijdrit op dag drie zette hij met zijn teamgenoten de vijfde tijd neer. In 2022 werd Blouwe prof bij Bingoal Pauwels Sauces WB. Dat jaar mocht hij starten in onder meer de Omloop Het Nieuwsblad en de Bretagne Classic. In de Elfstedenronde werd hij negentiende, in dezelfde tijd als winnaar Fabio Jakobsen.
In 2025 zette hij een stap terug naar het continentale niveau toen hij tekende bij Tarteletto-Isorex.

## Overwinningen
2021
Punten- en bergklassement L'Étoile d'Or
Grote Prijs Rik Van Looy

## Resultaten in voornaamste wedstrijden
|      | \| Jaar \| Gent-Wevelgem \| Parijs-Roubaix \| Parijs-Tours \| \| ---- \| ------------- \| -------------- \| ------------ \| \| 2022 \| \| \| 100e \| \| 2023 \| opgave \| \| \| \| 2024 \| \| opgave \| opgave \| |                |              |
| Jaar | Gent-Wevelgem | Parijs-Roubaix | Parijs-Tours |
| 2022 | |                | 100e         |
| 2023 | opgave |                |              |
| 2024 | | opgave         | opgave       |

## Ploegen
- 2018 –  EFC-L&R-Vulsteke
- 2019 –  EFC-L&R-Vulsteke
- 2020 –  EFC-L&R-Vulsteke
- 2021 –  Bingoal WB Development Team
- 2022 –  Bingoal Pauwels Sauces WB
- 2023 –  Bingoal Pauwels Sauces WB
- 2024 –  Bingoal WB
- 2025 –  Tarteletto-Isorex

Aniołkowski · Blouwe · De Maeght · Desal · Dupont · Lauk · Livyns · Meens · Menten · Mertz · Molly ·Paasschens · Paquot · Peyskens · Rex · Robeet · Tietema (vanaf 1/2) · Tizza · Venner · Viviani (vanaf 21/3) · L. Wirtgen · T. Wirtgen · Desmarets (stagiair) · Dopchie (stagiair)
Blouwe · De Maeght · De Tier · Desal · Guerin · Lauk · Malucelli · Meens · Mertens · Mertz · Peyskens · Robeet · Salby · Teugels · Tizza · Van Boven · Van der Beken · Van Keirsbulck · Van Rooy · Vandepitte · Matthys (stagiair) · Persico (stagiair)
Blouwe · De Meester · De Tier · Desal · Matthys · Meens · Mertens (tot 31/5) · Persico · Peyskens · Portsmouth · Salby · Teugels · Tizza · Van Boven · Van der Beken · Van Rooy · Vandepitte · Vermoote · Villa · Vliegen · Weemaes · Van Petegem (stagiair)